# Gefühlte Temperatur
Unter der gefühlten Temperatur versteht man die wahrgenommene Umgebungstemperatur, die sich aufgrund verschiedener Faktoren von der gemessenen Lufttemperatur unterscheiden kann. Es handelt sich um ein bioklimatisches Maß für das thermische Wohlbefinden und umfasst das Spektrum vom Wärme- bzw. Hitzegefühl über Behaglichkeit bis zum Kältegefühl. Bei Säugetieren und Vögeln mit gleich bleibenden Körpertemperaturen kann gefühlte Kälte je nach Konditionierung von einem Zittern begleitet sein.
Quantitativ lässt sich die gefühlte Temperatur als jene Temperatur definieren, die in einer bestimmten Standardumgebung herrschen müsste, um ein identisches Temperaturempfinden zu verspüren. Windchill etwa, insbesondere bei Temperaturen deutlich unterhalb der Körpertemperatur, senkt die gefühlte Temperatur, hohe Luftfeuchtigkeit bei Hitze (schwüle Verhältnisse) erhöht sie.
Untersuchungsergebnisse am Menschen flossen etwa in die Gefühlte Temperatur nach VDI 3787 ein, für höhere Temperaturen ist auch der mit der Luftfeuchte kombinierte Hitzeindex der American Meteorological Society anwendbar, weitere Parameter fasst das Klima-Michel-Modell des Deutschen Wetterdienstes zusammen.
Das Konzept der gefühlten Temperatur geht auf den Wissenschaftler Robert G. Steadman zurück, der dieses Thema 1984 veröffentlichte.

## Einflüsse auf den Wärmehaushalt des Menschen
Der Mensch gibt eine gewisse Wärmemenge pro Zeit an die Umgebung ab. Bei einem durchschnittlichen, leicht bekleideten Menschen, bei Büroarbeit in einem durchschnittlichen Büro bei 20 Grad Celsius etwa 46 % über Wärmestrahlung, 33 % über Konvektion sowie ungefähr 19 % über Verdunstung auf der Haut und 2 % über die Atmung. Die wesentlichsten Einflussfaktoren auf den Wärmehaushalt sind in diesem Fall der Temperaturunterschied zwischen Luft und Körperoberfläche, die Größe der Körperoberfläche selbst, deren thermische Eigenschaften und der Grad der Strahlungseinwirkung von außen. Eine experimentelle Studie an nackten Menschen zwischen 23 und 35 Grad Celsius kommt auf einen Maximalwert von 70 % der Wärmeabgabe über Strahlung, der zu 0 % bei 35 Grad abnimmt.
Steht die Person im Wind, so wird ihr Körper proportional zur Windgeschwindigkeit stärker ausgekühlt bzw. aufgeheizt. Der Effekt der Windgeschwindigkeit wird über den Windchill beschrieben. Es handelt sich dabei um eine konvektive Wärmeübertragung. Die gefühlte Temperatur des Windchill unterscheidet sich von der gemessenen Temperatur.

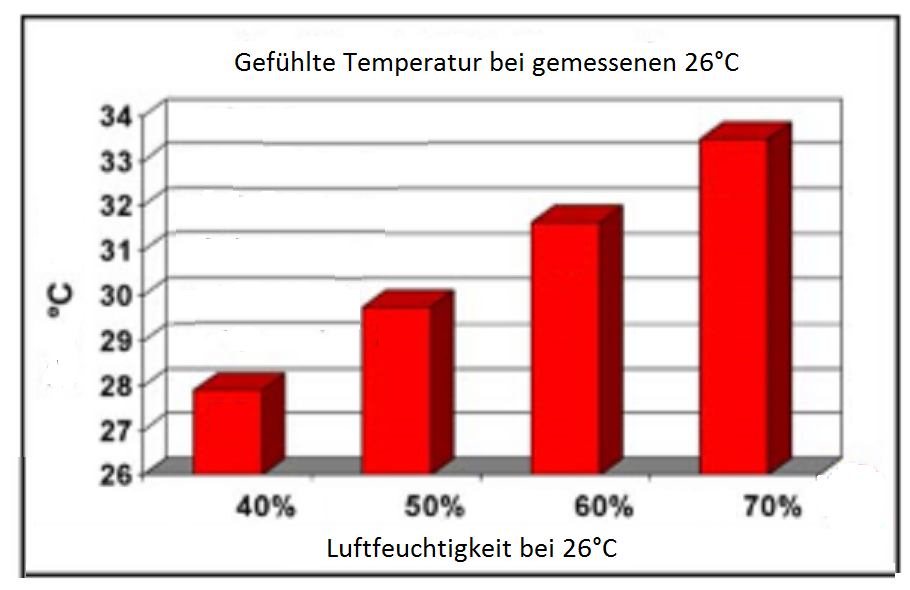
Gefühlte Temperatur in rot

Es spielen jedoch eine Vielzahl weiterer Faktoren eine Rolle. Messbar und damit auch vergleichsweise einfach berechenbar ist der Einfluss der Luftfeuchtigkeit. Der entsprechende Ausgleichswert wird als Humidex bezeichnet, der maßgebliche Einflusseffekt ist die Schwüle. Man kann dabei vereinfacht festhalten: wird dem Körper mehr Energie entzogen, als er produziert, so empfinden wir das als Kälte, herrschen hohe Temperaturen bei geringer Luftfeuchte, wird dies als trockene Hitze wahrgenommen (insbesondere bei direkter Sonneneinstrahlung), ist seine Fähigkeit zur Thermoregulation durch eine hohe Luftfeuchtigkeit eingeschränkt, so empfindet man dies als Schwüle.
Weitere Einflussfaktoren sind der Aktivitätsgrad des Menschen, seine Körpergröße und sein Gewicht, die Bekleidung, die Sonneneinstrahlung (Grad der Beschattung, Sonnenstand) und verschiedene Hauteigenschaften (Hautfeuchtigkeit, isolierende Cremes, Bartwuchs etc.). Diese Liste ist jedoch nicht vollständig und ließe sich zum Beispiel noch um Faktoren wie die Kleiderfarbe erweitern, da diese einen Einfluss auf die Absorptions- bzw. Reflexionseigenschaften der Kleidung hat. Generell sind alle Faktoren, die einen Einfluss auf die Thermoregulation des Körpers haben und/oder die thermischen Eigenschaften der Körperoberfläche sowie die Wärmeübertragung zwischen Organismus und Umgebung beeinflussen, auch von Bedeutung für die gefühlte Temperatur.

## Thermisches Empfinden
Das Wohlbefinden eines Menschen wird vor allem durch die Aktivität der körpereigenen Thermoregulation bestimmt. Je mehr Wärme man produzieren muss, um nicht abzukühlen, und je mehr man schwitzen muss, um nicht zu überhitzen, desto unwohler fühlen wir uns. Dabei ist die Thermoregulation eng mit dem Blutkreislauf verknüpft und jede Anpassung der Körpertemperatur beansprucht diesen, entweder in Form von Kältestress oder einer Wärmebelastung. Menschen mit Kreislaufproblemen sind daher besonders temperaturempfindlich. 
Die Empfindung von Kälte und im gegensätzlichen Fall auch von Hitze ist zudem subjektiv. Für einen Bewohner der Tropen sind 10 °C recht kühl, während man am Polarkreis diese Temperatur als eher gemäßigt empfinden würde. Dies gilt jedoch auch für ein Individuum, und so wirkt sich auch der physiologische und sogar psychische Zustand eines Menschen auf dessen Temperaturempfinden aus. 
Nach der VDI-Richtlinie 3787 Blatt 2 wird einer gefühlten Temperatur wiederum eine physiologische Bewertung des Temperaturempfindens entgegengestellt (siehe Tabelle unten). Man geht hierbei von der Aktivität eines schnelleren Gehens und einer an die jeweiligen Temperaturbedingungen gut angepassten Kleidung aus. 
| Gefühlte Temperatur in Grad Celsius | Thermisches Empfinden | Thermophysiologische Beanspruchung |
| ----------------------------------- | --------------------- | ---------------------------------- |
| unter −39                           | sehr kalt             | extremer Kältestress               |
| −39 bis −26                         | kalt                  | starker Kältestress                |
| −26 bis −13                         | kühl                  | mäßiger Kältestress                |
| −13 bis 0                           | leicht kühl           | schwacher Kältestress              |
| 0 bis 20                            | behaglich             | Wohlbefinden möglich               |
| 20 bis 26                           | leicht warm           | schwache Wärmebelastung            |
| 26 bis 32                           | warm                  | mäßige Wärmebelastung              |
| 32 bis 38                           | heiß                  | starke Wärmebelastung              |
| über 38                             | sehr heiß             | extreme Wärmebelastung             |

Der Deutsche Wetterdienst nutzt für seine Berechnung der gefühlten Temperatur das Klima-Michel-Modell und geht dabei von einem Mann (dem Michel) mit einer Körpergröße von 1,75 m, einem Körpergewicht von 75 kg, einer Körperoberfläche von 1,9 m² und einem Alter von etwa 35 Jahren aus.